# Saison 2017-2018 du Borussia Dortmund
Maillots
Chronologie
Saison précédente Saison suivante
La saison 2017-2018 est la 109e saison du Borussia Dortmund depuis sa fondation en 1909 et la 42e saison du club en Bundesliga, la meilleure ligue allemande de football. Le Borussia est impliqué dans 4 compétitions : la Bundesliga, la DFB Pokal, la Ligue des Champions et la Ligue Europa.

## Transferts
| Joueur                       | Nat.       | Poste     | Transfert                          | Période         | Provenance/Destination   | Division            |
| ---------------------------- | ---------- | --------- | ---------------------------------- | --------------- | ------------------------ | ------------------- |
| Arrivées                     |            |           |                                    |                 |                          |                     |
| Ömer Toprak                  | Turquie    | Défenseur | Transfert (12 millions d'euros)    | Mercato d'été   | Bayer Leverkusen         | Bundesliga          |
| Mahmoud Dahoud               | Allemagne  | Milieu    | Transfert (12 millions d'euros)    | Mercato d'été   | Borussia Mönchengladbach | Bundesliga          |
| Dan-Axel Zagadou             | France     | Defenseur | Transfert                          | Mercato d'été   | Paris Saint-Germain B    | Ligue 1             |
| Maximilian Philipp           | Allemagne  | Milieu    | Transfert (20 millions d'euros)    | Mercato d'été   | SC Fribourg              | Bundesliga          |
| Andriy Yarmolenko            | Ukraine    | Attaquant | Transfert (25 millions d'euros)    | Mercato d'été   | Dynamo Kiev              | Premier Liga        |
| Jeremy Toljan                | Allemagne  | Défenseur | Transfert (7 millions d'euros)     | Mercato d'été   | TSG 1899 Hoffenheim      | Bundesliga          |
| Jadon Sancho                 | Angleterre | Milieu    | Transfert (8 millions d'euros)     | Mercato d'été   | Manchester City          | Premier League      |
| Manuel Akanji                | Suisse     | Défenseur | Transfert (21,5 millions d'euros)  | Mercato d'hiver | FC Bâle                  | Super League Suisse |
| Sergio Gómez                 | Espagne    | Milieu    | Transfert (3 millions d'euros)     | Mercato d'hiver | FC Barcelone B           | Segunda Division    |
| Michy Batshuayi              | Belgique   | Attaquant | Prêt                               | Mercato d'hiver | Chelsea FC               | Premier League      |
| Dépenses totales : 108,5 M€  |            |           |                                    |                 |                          |                     |
| Départs                      |            |           |                                    |                 |                          |                     |
| Sven Bender                  | Allemagne  | Défenseur | Transfert (12 millions d'euros)    | Mercato d'été   | Bayer Leverkusen         | Bundesliga          |
| Emre Mor                     | Turquie    | Attaquant | Transfert (13 millions d'euros)    | Mercato d'été   | Celta Vigo               | Liga                |
| Matthias Ginter              | Allemagne  | Défenseur | Transfert (17 millions d'euros)    | Mercato d'été   | Borussia Mönchengladbach | Bundesliga          |
| Ousmane Dembélé              | France     | Attaquant | Transfert (105 millions d'euros)   | Mercato d'été   | FC Barcelone             | Liga                |
| Mikel Merino                 | Espagne    | Milieu    | Transfert (7 M€)                   | Mercato d'été   | Newcastle United         | Premier League      |
| Felix Passlack               | Allemagne  | Défenseur | Prêt                               | Mercato d'été   | TSG 1899 Hoffenheim      | Bundesliga          |
| Pierre-Emerick Aubameyang    | Gabon      | Attaquant | Transfert (63,75 millions d'euros) | Mercato d'hiver | Arsenal FC               | Premier League      |
| Marc Bartra                  | Espagne    | Défenseur | Transfert (10,5 millions d'euros)  | Mercato d'hiver | Real Betis               | Liga                |
| Neven Subotić                | Serbie     | Défenseur | Transfert (Libre)                  | Mercato d'hiver | AS Saint-Étienne         | Ligue 1             |
| Jacob Bruun Larsen           | Danemark   | Attaquant | Prêt                               | Mercato d'hiver | VfB Stuttgart            | Bundesliga          |
| Recettes totales : 228,25 M€ |            |           |                                    |                 |                          |                     |

## Maillots
Équipementier: Puma / Sponsor: Evonik Industries
| Domicile | Domicile (alt. 1) | Domicile (alt. 2) | Extérieur | Extérieur (alt. 1) | Extérieur (alt. 2) | Troisième | Europe + Coupes |

| Domicile | Domicile (alt. 1) | Domicile (alt. 2) | Extérieur | Extérieur (alt. 1) | Extérieur (alt. 2) | Troisième | Europe + Coupes |

## Équipe

### Effectif professionnel actuel
Le tableau suivant présente l'effectif professionnel du Borussia Dortmund pour la saison 2017-2018.

## Préparation d'avant‑saison

### Matchs amicaux (été 2017)
Le 11 juillet 2017, le Borussia Dortmund commence les matchs amicaux pour sa tournée estivale contre Rot-Weiss Essen en Allemagne. Ensuite, il joue contre Urawa Red Diamonds pour le tournoi J.League World Challenge au Japon. Il participe à l'International Champions Cup pour affronter l'AC Milan en Chine. Après cette tournée asiatique, le club retourne en Allemagne pour affronter le VFL Bochum. Le club revoyage pour affronter deux équipes, le RCD Espanyol et l'Atalanta Bergame en Autriche. Pour finir, le Borussia Dortmund joue son dernier match de préparation contre Rot-Weiß Erfurt en Allemagne.

### International Champions Cup
| Rang | Équipe             | Pts | J | V | Vt | Dt | D | BP | BC | Diff. |
| ---- | ------------------ | --- | - | - | -- | -- | - | -- | -- | ----- |
| 1    | Borussia Dortmund  | 3   | 1 | 1 | 0  | 0  | 0 | 3  | 1  | +2    |
| 2    | Inter Milan        | 3   | 1 | 1 | 0  | 0  | 0 | 1  | 0  | +1    |
| 3    | AC Milan           | 3   | 2 | 1 | 0  | 0  | 1 | 5  | 3  | +2    |
| 4    | Arsenal            | 2   | 1 | 0 | 1  | 0  | 0 | 1  | 1  | 0     |
| 5    | Bayern Munich      | 1   | 2 | 0 | 0  | 1  | 1 | 1  | 5  | -4    |
| 6    | Olympique lyonnais | 0   | 1 | 0 | 0  | 0  | 1 | 0  | 1  | -1    |

* Le Borussia Dortmund remporte l'édition chinoise.

### Matchs Amicaux (2018)
Durant la pause du championnat après la première partie de saison, le Borussia Dortmund affronte le Fortuna Düsseldorf et SV Zulte Waregem en Espagne.
Après la fin du championnat, le Borussia Dortmund affronte en premier le FSV Zwickau en Allemagne et termine la saison contre Los Angeles FC aux États-Unis.  

## Compétitions
| Bundesliga          | DFB Pokal                               | DFB Supercup                                      | Ligue des Champions | Ligue Europa                                           |
| ------------------- | --------------------------------------- | ------------------------------------------------- | ------------------- | ------------------------------------------------------ |
| 4e place 55 points  | 16e Finale contre Bayern Munich (2 - 1) | Finale contre Bayern Munich (2 - 2) - (4 - 5) (p) | Phase des Groupes   | 16e Finale contre Red Bull Salzbourg (1 - 2) - (0 - 0) |
| 15V 10N 9D          | 2V 0N 1D                                | 0V 0N 1D                                          | 0V 2N 4D            | 1V 2N 1D                                               |
| TOTAL : 18V 14N 16D |                                         |                                                   |                     |                                                        |

### Bundesliga

#### Classement
| Rang | Équipe            | Pts | J  | G  | N  | P  | Bp | Bc | Diff | Qualification ou relégation                                              |
| ---- | ----------------- | --- | -- | -- | -- | -- | -- | -- | ---- | ------------------------------------------------------------------------ |
| 2    | Schalke 04        | 63  | 34 | 18 | 9  | 7  | 53 | 37 | +16  | Qualification pour la phase de groupes de la Ligue des champions         |
| 3    | Hoffenheim        | 55  | 34 | 15 | 10 | 9  | 66 | 48 | +18  | Qualification pour la phase de groupes de la Ligue des champions         |
| 4    | Borussia Dortmund | 55  | 34 | 15 | 10 | 9  | 64 | 47 | +17  | Qualification pour la phase de groupes de la Ligue des champions         |
| 5    | Bayer Leverkusen  | 55  | 34 | 15 | 10 | 9  | 58 | 44 | +14  | Qualification pour la phase de groupes de la Ligue Europa                |
| 6    | RB Leipzig        | 53  | 34 | 15 | 8  | 11 | 57 | 53 | +4   | Qualification pour le troisième tour de qualification de la Ligue Europa |

#### Championnat
| Détails des Matchs en championnat |       |                                |                          |                           |       |                                                                     |                   |        |         |
| Date                              | Heure | Journée                        | Adversaire               | Lieu                      | Score | Buteurs                                                             | Arbitre           | Public | Rapport |
| Samedi 19 août 2017               | 15h30 | 1re journée                    | VfL Wolfsburg            | Volkswagen Arena          | 0 - 3 | Pulisic 22e · Bartra 27e · Aubameyang 60e                           | Robert Hartmann   | 30 000 | 1       |
| Samedi 26 août 2017               | 18h30 | 2e journée                     | Hertha BSC               | Signal Iduna Park         | 2 - 0 | Aubameyang 15e · Şahin 57e                                          | Marco Fritz       | 80 860 | 2       |
| Samedi 9 septembre 2017           | 15h30 | 3e journée                     | SC Fribourg              | Dreisamstadion            | 0 - 0 |                                                                     | Benjamin Cortus   | 24 000 | 3       |
| Dimanche 17 septembre 2017        | 18h00 | 4e journée                     | FC Cologne               | Signal Iduna Park         | 5 - 0 | Philipp 2e 69e · Papastathópoulos 45+1e · Aubameyang 59e (pen.) 60e | Patrick Ittrich   | 81 000 | 4       |
| Mercredi 20 septembre 2017        | 20h30 | 5e journée                     | Hambourg SV              | Volksparkstadion          | 0 - 3 | Kagawa 24e · Aubameyang 63e · Pulisic 79e                           | Felix Zwayer      | 52 962 | 5       |
| Samedi 23 septembre 2017          | 18h30 | 6e journée                     | Borussia Mönchengladbach | Signal Iduna Park         | 6 - 1 | Philipp 28e 38e · Aubameyang 45e 49e 62e · Pulisic 79e              | Manuel Gräfe      | 81 360 | 6       |
| Samedi 30 septembre 2017          | 15h30 | 7e journée                     | FC Augsbourg             | WWK Arena                 | 1 - 2 | Yarmolenko 4e · Kagawa 23e                                          | Marco Fritz       | 30 660 | 7       |
| Samedi 14 octobre 2017            | 18h30 | 8e journée                     | RB Leipzig               | Signal Iduna Park         | 2 - 3 | Aubameyang 4e 64e (pen.)                                            | Deniz Aytekin     | 80 100 | 8       |
| Samedi 21 octobre 2017            | 15h30 | 9e journée                     | Eintracht Francfort      | Commerzbank-Arena         | 2 - 2 | Şahin 18e · Philipp 57e                                             | Robert Hartmann   | 51 500 | 9       |
| Samedi 28 octobre 2017            | 15h30 | 10e journée                    | Hanovre 96               | HDI-Arena                 | 4 - 2 | Zagadou 27e · Yarmolenko 52e                                        | Patrick Ittrich   | 49 000 | 10      |
| Samedi 4 novembre 2017            | 18h30 | 11e journée (Der Klassiker)    | Bayern Munich            | Signal Iduna Park         | 1 - 3 | Bartra 88e                                                          | Tobias Stieler    | 81 360 | 11      |
| Vendredi 17 novembre 2017         | 20h30 | 12e journée                    | VfB Stuttgart            | Mercedes-Benz Arena       | 2 - 1 | Philipp 45+3e                                                       | Frank Willenborg  | 58 932 | 12      |
| Samedi 25 novembre 2017           | 15h30 | 13e journée (Derby de la Ruhr) | Schalke 04               | Signal Iduna Park         | 4 - 4 | Aubameyang 12e · Stambouli 18e (csc) · Götze 20e · Guerreiro 25e    | Deniz Aytekin     | 80 179 | 13      |
| Samedi 2 décembre 2017            | 15h30 | 14e journée                    | Bayer Leverkusen         | BayArena                  | 1 - 1 | Yarmolenko 73e                                                      | Robert Hartmann   | 30 210 | 14      |
| Samedi 9 décembre 2017            | 15h30 | 15e journée                    | Werder Brême             | Signal Iduna Park         | 1 - 2 | Aubameyang 57e                                                      | Manuel Gräfe      | 81 160 | 15      |
| Mardi 12 décembre 2017            | 20h30 | 16e journée                    | FSV Mayence 05           | Opel Arena                | 0 - 2 | Papastathópoulos 55e · Kagawa 89e                                   | Benjamin Brand    | 32 976 | 16      |
| Samedi 16 décembre 2017           | 18h30 | 17e journée                    | TSG Hoffenheim           | Signal Iduna Park         | 2 - 1 | Aubameyang 63e (pen.) · Pulisic 89e                                 | Harm Osmers       | 81 000 | 17      |
| Dimanche 14 janvier 2018          | 18h00 | 18e journée                    | VfL Wolfsburg            | Signal Iduna Park         | 0 - 0 |                                                                     | Tobias Stieler    | 80 600 | 18      |
| Vendredi 19 janvier 2018          | 20h30 | 19e journée                    | Hertha BSC               | Olympiastadion            | 1 - 1 | Kagawa 71e                                                          | Christian Dingert | 65 893 | 19      |
| Samedi 27 janvier 2018            | 15h30 | 20e journée                    | SC Fribourg              | Signal Iduna Park         | 2 - 2 | Kagawa 9e · Toljan 90+3e                                            | Daniel Siebert    | 81 360 | 20      |
| Vendredi 2 février 2018           | 20h30 | 21e journée                    | FC Cologne               | RheinEnergieStadion       | 2 - 3 | Batshuayi 35e 62e · Schürrle 84e                                    | Benjamin Brand    | 50 000 | 21      |
| Samedi 10 février 2018            | 15h30 | 22e journée                    | Hambourg SV              | Signal Iduna Park         | 2 - 0 | Batshuayi 49e · Götze 90+2e                                         | Felix Zwayer      | 52 962 | 22      |
| Dimanche 18 février 2018          | 18h00 | 23e journée                    | Borussia Mönchengladbach | Borussia-Park             | 0 - 1 | Reus 32e                                                            | Bastian Dankert   | 54 018 | 23      |
| Dimanche 26 février 2018          | 20h30 | 24e journée                    | FC Augsbourg             | Signal Iduna Park         | 1 - 1 | Reus 16e                                                            | Manuel Gräfe      | 54 300 | 24      |
| Samedi 3 mars 2018                | 18h30 | 25e journée                    | RB Leipzig               | Red Bull Arena            | 1 - 1 | Reus 38e                                                            | Felix Brych       | 42 558 | 25      |
| Dimanche 11 mars 2018             | 18h00 | 26e journée                    | Eintracht Francfort      | Signal Iduna Park         | 3 - 2 | Russ 11e (csc) · Batshuayi 77e 90+4e                                | Deniz Aytekin     | 81 360 | 26      |
| Dimanche 18 mars 2018             | 18h30 | 27e journée                    | Hanovre 96               | Signal Iduna Park         | 1 - 0 | Batshuayi 24e                                                       | Patrick Ittrich   | 49 000 | 27      |
| Samedi 31 mars 2018               | 18h30 | 28e journée (Der Klassiker)    | Bayern Munich            | Allianz Arena             | 6 - 0 |                                                                     | Bastian Dankert   | 75 000 | 28      |
| Mardi 8 avril 2018                | 15h30 | 29e journée                    | VfB Stuttgart            | Signal Iduna Park         | 3 - 0 | Pulisic 38e · Batshuayi 48e · Philipp 59e                           | Patrick Ittrich   | 81 360 | 29      |
| Mardi 15 avril 2018               | 15h30 | 30e journée (Derby de la Ruhr) | Schalke 04               | Veltins-Arena             | 2 - 0 |                                                                     | Manuel Gräfe      | 61 786 | 30      |
| Lundi 21 avril 2018               | 18h30 | 31e journée                    | Bayer Leverkusen         | Signal Iduna Park         | 4 - 0 | Sancho 13e · Reus 55e 79e · Philipp 63e                             | Markus Schmidt    | 81 360 | 31      |
| Mardi 29 avril 2018               | 18h00 | 32e journée                    | Werder Brême             | Weserstadion              | 1 - 1 | Reus 19e                                                            | Felix Brych       | 41 000 | 32      |
| Samedi 5 mai 2018                 | 15h30 | 33e journée                    | FSV Mayence 05           | Signal Iduna Park         | 1 - 2 | Philipp 16e                                                         | Daniel Siebert    | 81 360 | 33      |
| Samedi 12 mai 2018                | 15h30 | 34e journée                    | TSG Hoffenheim           | Wirsol Rhein-Neckar-Arena | 3 - 1 | Reus 58e                                                            | Manuel Gräfe      | 30 150 | 34      |

#### Résumé des résultats

##### Évolution du classement et des résultats
| Journée   | 01 | 02 | 03 | 04 | 05 | 06 | 07 | 08 | 09 | 10 | 11 | 12 | 13 | 14 | 15 | 16 | 17 | 18 | 19 | 20 | 21 | 22 | 23 | 24 | 25 | 26 | 27 | 28 | 29 | 30 | 31 | 32 | 33 | 34 |
| --------- | -- | -- | -- | -- | -- | -- | -- | -- | -- | -- | -- | -- | -- | -- | -- | -- | -- | -- | -- | -- | -- | -- | -- | -- | -- | -- | -- | -- | -- | -- | -- | -- | -- | -- |
| Terrain   | E  | D  | E  | D  | E  | D  | E  | D  | E  | E  | D  | E  | D  | E  | D  | E  | D  | D  | E  | D  | E  | D  | E  | D  | E  | D  | D  | E  | D  | E  | D  | E  | D  | E  |
| Résultats | V  | V  | N  | V  | V  | V  | V  | D  | N  | D  | D  | D  | N  | N  | D  | V  | V  | N  | N  | N  | V  | V  | V  | N  | N  | V  | V  | D  | V  | D  | V  | N  | D  | D  |
| Place     | 1  | 1  | 1  | 1  | 1  | 1  | 1  | 1  | 1  | 2  | 3  | 5  | 5  | 6  | 8  | 6  | 3  | 4  | 6  | 6  | 4  | 3  | 2  | 2  | 3  | 3  | 3  | 3  | 3  | 4  | 3  | 3  | 3  | 4  |

Terrain : D = Domicile ; E = Extérieur.
Résultat : D = Défaite ; N = Nul ; V = Victoire.

### Ligue des Champions

#### Phase des Groupes
| Rang | Équipe            | Pts | J | G | N | P | Bp | Bc | Diff |  | Résultats (▼ dom., ► ext.) |     |     |     |     |
| ---- | ----------------- | --- | - | - | - | - | -- | -- | ---- |  | -------------------------- | --- | --- | --- | --- |
| 1    | Tottenham Hotspur | 16  | 6 | 5 | 1 | 0 | 15 | 4  | +11  |  | Tottenham Hotspur          |     | 3-1 | 3-1 | 3-0 |
| 2    | Real Madrid       | 13  | 6 | 4 | 1 | 1 | 17 | 7  | +10  |  | Real Madrid                | 1-1 |     | 3-2 | 3-0 |
| 3    | Borussia Dortmund | 2   | 6 | 0 | 2 | 4 | 7  | 13 | -6   |  | Borussia Dortmund          | 1-2 | 1-3 |     | 1-1 |
| 4    | APOEL Nicosie     | 2   | 6 | 0 | 2 | 4 | 2  | 17 | -15  |  | APOEL Nicosie              | 0-3 | 0-6 | 1-1 |     |

## Statistiques

### Statistiques collectives
| Compétition         | Premier Match     | Dernier Match    | Début            | Termine          | Matches joués | Gagnés | Nuls | Perdus | Buts pour | Buts contre | Différence |
| ------------------- | ----------------- | ---------------- | ---------------- | ---------------- | ------------- | ------ | ---- | ------ | --------- | ----------- | ---------- |
| Bundesliga          | 19 août 2017      | 12 mai 2018      | 1re journée      | 34e journée      | 34            | 15     | 10   | 9      | 64        | 47          | +17        |
| DFB Pokal           | 12 août 2017      | 20 décembre 2017 | 1re Tour         | 16e Finale       | 3             | 2      | 0    | 1      | 10        | 2           | +8         |
| DFL Supercup        | 5 août 2017       |                  | Finale           |                  | 1             | 0      | 1    | 0      | 2         | 2           | +0         |
| Ligue des Champions | 13 septembre 2017 | 6 décembre 2017  | Phase de Groupes | Phase de Groupes | 6             | 0      | 2    | 4      | 7         | 13          | -6         |
| Ligue Europa        | 15 février 2018   | 15 mars 2018     | 32e Finale       | 16e Finale       | 4             | 1      | 2    | 1      | 5         | 5           | +0         |
| Total               | -                 | -                | -                | -                | 48            | 18     | 15   | 15     | 88        | 69          | +19        |

### Statistiques individuelles

#### Buteurs
Inclut uniquement les matches officiels. La liste est classée par numéro de maillot lorsque le total de but est égal.
| R.          | Position    | Nat.        | Joueurs                   | Bundesliga | DFB Pokal | DFL Supercup | Ligue des champions | Ligue Europa | Total |
| ----------- | ----------- | ----------- | ------------------------- | ---------- | --------- | ------------ | ------------------- | ------------ | ----- |
| 1           | Attaquant   |             | Pierre-Emerick Aubameyang | 13         | 3         | 1            | 4                   | 0            | 21    |
| 2           | Attaquant   |             | Maximilian Philipp        | 9          | 0         | 0            | 0                   | 0            | 9     |
| 2           | Attaquant   |             | Michy Batshuayi           | 7          | 0         | 0            | 0                   | 2            | 9     |
| 4           | Milieu      |             | Shinji Kagawa             | 5          | 1         | 0            | 0                   | 0            | 6     |
| 4           | Milieu      |             | Marco Reus                | 6          | 0         | 0            | 0                   | 0            | 6     |
| 4           | Attaquant   |             | Andriy Yarmolenko         | 3          | 2         | 0            | 1                   | 0            | 6     |
| 7           | Attaquant   |             | Christian Pulisic         | 4          | 0         | 1            | 0                   | 0            | 5     |
| 8           | Défenseur   |             | Marc Bartra               | 2          | 2         | 0            | 0                   | 0            | 4     |
| 9           | Défenseur   |             | Sokratis Papastathopoulos | 2          | 0         | 0            | 1                   | 0            | 3     |
| 9           | Attaquant   |             | André Schürrle            | 1          | 0         | 0            | 0                   | 2            | 3     |
| 11          | Défenseur   |             | Raphaël Guerreiro         | 1          | 0         | 0            | 0                   | 1            | 2     |
| 11          | Milieu      |             | Mario Götze               | 2          | 0         | 0            | 0                   | 0            | 2     |
| 11          | Milieu      |             | Nuri Şahin                | 2          | 0         | 0            | 0                   | 0            | 2     |
| 14          | Défenseur   |             | Marcel Schmelzer          | 0          | 0         | 0            | 0                   | 1            | 1     |
| 14          | Défenseur   |             | Jeremy Toljan             | 1          | 0         | 0            | 0                   | 0            | 1     |
| 14          | Défenseur   |             | Dan-Axel Zagadou          | 1          | 0         | 0            | 0                   | 0            | 1     |
| 14          | Milieu      |             | Gonzalo Castro            | 0          | 1         | 0            | 0                   | 0            | 1     |
| 14          | Attaquant   |             | Jadon Sancho              | 1          | 0         | 0            | 0                   | 0            | 1     |
| 14          | Attaquant   |             | Julian Weigl              | 1          | 0         | 0            | 0                   | 0            | 1     |
| 14          | Attaquant   |             | Alexander Isak            | 0          | 1         | 0            | 0                   | 0            | 1     |
| Autres Buts | Autres Buts | Autres Buts | Autres Buts               | 2          | 0         | 0            | 0                   | 0            | 2     |
| Total       | Total       | Total       | Total                     | 63         | 10        | 2            | 7                   | 5            | 80    |

#### Clean Sheets
| R.     | N.     | Position | Nat.   | Joueurs     | Bundesliga | DFB Pokal | DFL Supercup | Ligue des champions | Ligue Europa | Total |
| ------ | ------ | -------- | ------ | ----------- | ---------- | --------- | ------------ | ------------------- | ------------ | ----- |
| 1      | 38     | GB       |        | Roman Bürki | 12         | 2         | 0            | 0                   | 1            | 15    |
| Totals | Totals | Totals   | Totals | Totals      | 12         | 2         | 0            | 0                   | 1            | 15    |